# Distretto di Ta Oi
Il distretto di Ta Oi è uno degli otto distretti (mueang) della provincia di Salavan, nel Laos. Ha come capoluogo la città di Tà Ôi.